# Prostomis katrinae
Prostomis katrinae es una especie de coleóptero de la familia Prostomidae.

## Distribución geográfica
Habita en Tailandia.